# HMS Paladin (G69)
«Паладин» (G69) (англ. HMS Paladin (G69) — військовий корабель, ескадрений міноносець типу «P» Королівського військово-морського флоту Великої Британії за часів Другої світової війни.
«Паладин» був закладений 22 липня 1940 року на верфі компанії John Brown & Company, Геббурн. У грудні 1941 року увійшов до складу Королівських ВМС Великої Британії.